# Pieter van Bloemen

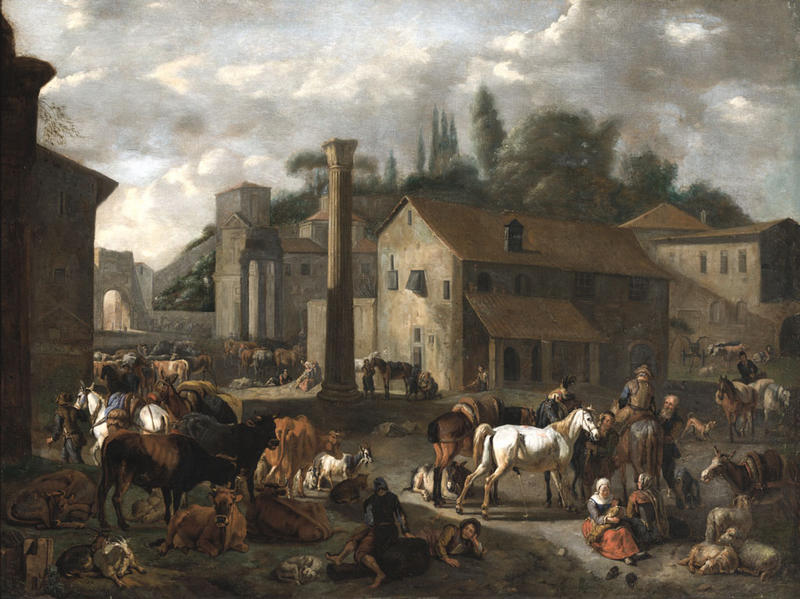
Van Bloemen Veemarkt

Pieter van Bloemen, bijgenaamd Standaard (gedoopt 17 januari 1657 te Antwerpen – 6 maart 1720 te Antwerpen), voornaam ook gespeld als Peter of Peeter, was een Zuid-Nederlands kunstschilder.

## Biografie
In 1674 bereikte Van Bloemen op 17-jarige leeftijd de status van meester in Antwerpen. Hij reisde naar Rome en verbleef daar tot 1694. In deze periode nam hij volledig Italiaanse omgangsvormen aan. In 1699 werd hij decaan van het Antwerpse Sint-Lucasgilde. Hij was de leraar van zijn jongere broers Jan Frans van Bloemen, een gewaardeerde kunstschilder van klassieke landschappen, en Norbert van Bloemen, een schilder in vele genres. De oudere broers reisden uitvoering tezamen en werkten vaak samen waarbij Pieter de rol aannam van figurist in Jan Frans' vedute (uitzichten), een rol die hij ook speelde voor vele andere kunstenaars.
Van Bloemen was een zeer productieve schilder en was op zijn best wanneer hij dieren schilderde hoewel hij eveneens een breed scala van landschappen, genrestukken, militaire en historische taferelen schilderde. Aangenomen wordt dat zijn bijnaam, hem gegeven door de Bentvueghels, een soort broederschap van voornamelijk uit Noord- en Zuid-Nederlandse kunstenaars in Rome, een referentie is aan de standaards en banieren die hij zo vaak afbeeldde in zijn schilderijen van soldaten.

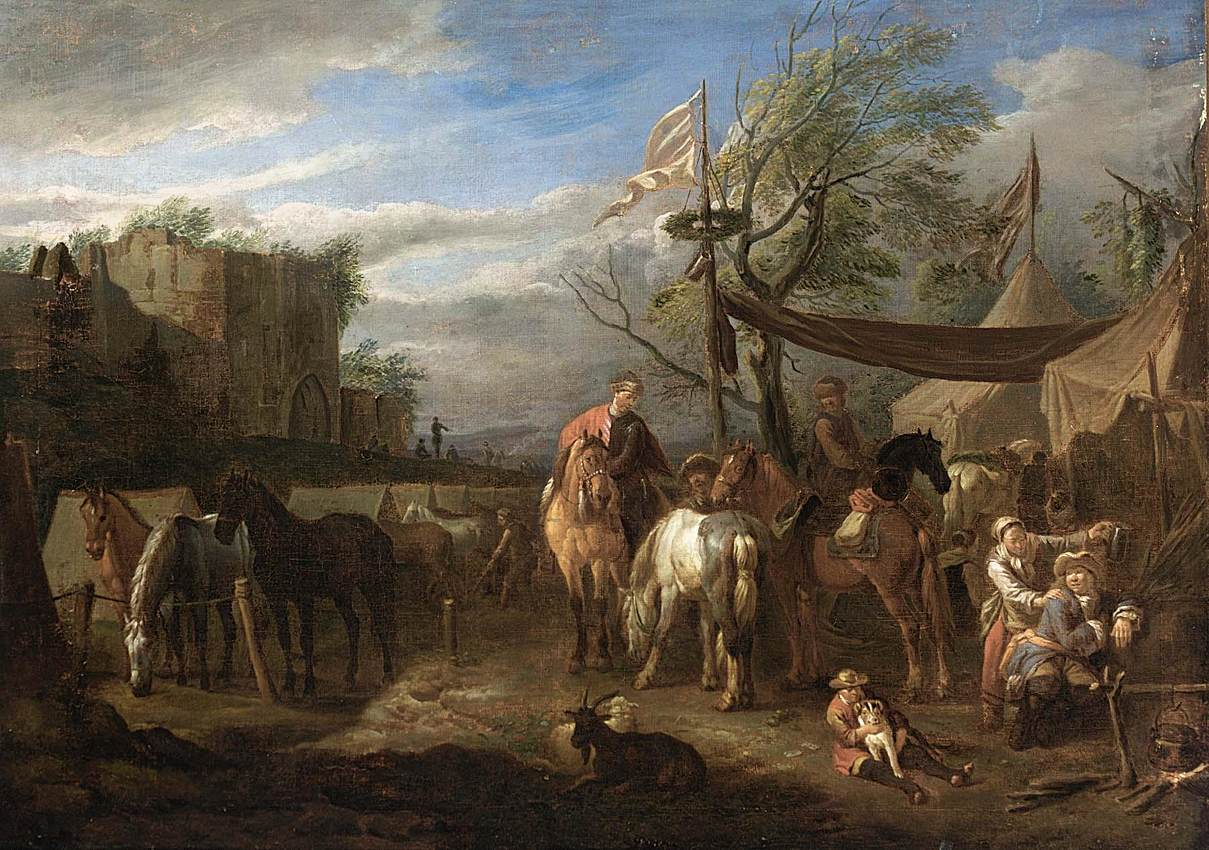
Van Bloemen Ruiters rusten bij een militair kampement

- Bibliothèque nationale de France: cb14959722q (data)
- Biografisch Portaal: 46204527
- Gemeinsame Normdatei: 1231261501
- International Standard Name Identifier: 0000 0000 6659 8560
- KulturNav: 01708878-330f-407a-a567-8622ac052e3c
- Library of Congress Control Number: nr2001013793
- Nationale Bibliotheek van Tsjechië: xx0140173
- RKD-Nederlands Instituut voor Kunstgeschiedenis: 9136
- SNAC: w6hq5fqd
- Système universitaire de documentation: 25319413X
- Union List of Artist Names: 500013733
- Virtual International Authority File: 2740462
- WorldCat: E39PBJdcCFq8xH49JqXDW6VXBP